# Adrien Giraud
Pour les articles homonymes, voir Giraud.
Adrien Giraud, né le 4 octobre 1936 à Dzoumogné et mort le 24 mai 2018 à Mamoudzou, est un homme politique français. Il est sénateur centriste de Mayotte de 2004 à 2011 et président du Mouvement départementaliste mahorais.

## Biographie
Propriétaire et directeur d'un des plus grands hôtels de l'île et d'un établissement de distraction, Adrien Giraud a également été à la tête de la présidence de la Chambre de commerce de Mayotte, à Dzaoudzi.
Après avoir été pendant dix-huit ans le suppléant du sénateur sortant Marcel Henry et, pendant douze ans, conseiller général d'Acoua dans le nord de l'île, il est élu sénateur de Mayotte le 26 septembre 2004. Au Sénat, il est membre de la commission des affaires sociales.
Il n'est pas réélu en 2011.
Autres fonctions :
- Membre du bureau de la Section française de l'Assemblée parlementaire de la francophonie (A.P.F.)
- Membre du Conseil d'administration de la société Réseau France Outre-mer
- Président de la chambre de commerce de Mayotte
- Fonctions antérieures : membre du Conseil économique et social